# 闫傲霜
闫傲霜（1963年—），女，汉族，北京人，中华人民共和国物理学家。中国致公党党员。英国曼彻斯特大学辐射技术专业毕业。

## 生平
2008年，当选第十一届全国人民代表大会北京地区代表。2013年，再次选为全国人大代表。2016年11月，任致公党北京市委主委。2018年2月24日，当选为第十三届全国人大代表。2021年1月22日，第八届欧美同学会（中国留学人员联谊会）第一次全国会员代表大会召开，大会选举其担任第八届理事会副会长。